# Batrachostomus chaseni
El podargo de Palawan (Batrachostomus chaseni) es una especie de ave caprimulgiforme de la familia Podargidae endémica de las islas de Palawan, en Filipinas. Anteriormente se consideraba una subespecie del podargo de Blyth (Batrachostomus affinis). 

## Distribución y hábitat
Se encuentra únicamente en los bosques tropicales de las islas del subarchipiélago de Palawan, en el suroeste de Filipinas. Está amenazado por la pérdida de hábitat.